# Sociologie des communautés virtuelles
La sociologie des communautés virtuelles est une branche de la sociologie qui étudie comment les êtres humains interagissent au sein des communautés virtuelles. La naissance d’une communauté virtuelle demandera que plusieurs facteurs sociaux soient rassemblés. Les gens doivent trouver un intérêt à se rassembler. Si la formation d’une équipe virtuelle de travail est souvent imposée, la formation des groupes virtuels résulte généralement d’un désir mutuel de se lier. D’ailleurs, cette appartenance n’est pas toujours explicite et c’est pourquoi il est souvent difficile de distinguer un ensemble d’individus qui discutent de façon ponctuelle d’un groupe basé sur des liens qui persistent dans le temps. 

## Notion de « communautés virtuelles » avant Internet
On parle de « communautés virtuelles » surtout depuis l’émergence de l’Internet comme réseau de médias cognitifs, mais elles existaient bien avant. On a cité l’exemple de l’abbé Marin Mersenne (1588-1648)  qui avait patiemment constitué un réseau de plus de 200 savants à travers l’Europe, au XVIIe siècle. Surnommé "le secrétaire scientifique de l’Europe savante", ce proche de Galilée, Descartes, Pascal et Fermat envoyait des courriers à travers la Poste (le réseau de médias linéaires postaux), à ses correspondants formant ainsi son réseau postal.
Ainsi, les savants à partir du XVIIe siècle formaient en Europe une petite « communauté virtuelle » internationale, mais ils étaient peu nombreux. Sur le plan politico-religieux, ils apparaissent plus dangereux par leurs idées philosophiques que par les conséquences technologiques de leurs découvertes. 
Aujourd’hui, les chercheurs se forment dans des laboratoires internationaux cotés, publient dans des revues (ou à travers l’Internet) qui sont l’expression des travaux menés au sein de petites équipes transnationales informelles.  
En fait, il n’est donc pas absolument nécessaire d’utiliser l’Internet pour créer et entretenir une communauté virtuelle. Si le virtuel, au sens de Gilles Deleuze, n’est pas tributaire du progrès des nouvelles technologies électroniques et particulièrement de l’Internet, l’expression « communauté virtuelle » désignera, tout de même avant tout, ces nouvelles formes de collectifs qui serait en train d’être inventés sur et autour d’Internet. 
Antonio Casilli qualifie les communautés virtuelles d'Internet de « rêves de sociologues » parce qu’elles permettent d’observer des formes d’interactions sociales que l’on croyait disparues depuis l’arrivée de l’industrialisation et des socialités urbaines. Les communautés ‘pures’ de Ferdinand Tönnies ou les communautés virtuelles théorisées par Howard Rheingold affichent les mêmes caractéristiques : un sens d’appartenance très développé, des valeurs communes, des groupements soudés par des liens de loyauté. Ces environnements virtuels dans lesquelles les individus fondent leur pratique de communication offrent un contexte d’interaction particulier. Outre ce contexte dans lequel ces personnes communiquent, une vie sociale se développe dans la conscience des usagers.

## La notion sociologique de lieu
La notion sociologique de lieu associée, par Marcel Mauss et toute la tradition ethnologique, à celle de culture localisée dans le temps et l’espace correspond à la situation de proximité qui ne nécessite pas de médias artificiels utilisant une certaine technologie. Pour Mauss, « les phénomènes sociaux se divisent en deux grands ordres. D’une part, il y a les groupes et leurs structures. Il y a donc une partie spéciale de la sociologie qui peut étudier les groupes, le nombre des individus qui les composent et les diverses façons dont ils sont disposés dans l’espace : c’est la morphologie sociale. D’autre part, il y a les faits sociaux qui se passent dans ces groupes : les institutions ou les représentations collectives ». 
Ainsi, les « lieux électroniques » de discussion génèrent un espace social virtuel dans lequel se développent "des manières d’agir, de penser et de sentir, extérieures à l’individu". La participation à des groupes de discussion rencontre tous les éléments de la définition d’un fait social, par l’intériorisation de valeurs, de règles, de façons de penser et par la présence d’une contrainte provenant de l’extériorité des règles à respecter. Des normes sociales et des univers symboliques particuliers orientent les interventions des usagers dans leurs relations sociales en réseaux.
Dans ces environnements virtuels de rencontres, les usagers ont généralement une pratique individuelle et prennent plaisir (ou intérêt) à discuter avec d’autres usagers.

## Formation des communautés virtuelles
Selon Justine Herbet, l’avènement de l’Internet (nouveau média à technologies électroniques) conduit actuellement à l’émergence de nouvelles formes de sociabilité, en rupture radicale avec les situations de présence spatio-temporelles traditionnelles (ici et maintenant). Les interactions en réseaux peuvent se former grâce à plusieurs moyens informatiques de communication. Si certains groupes se forment par des moyens comme le courrier électronique, il est toutefois plus fréquent d’observer la naissance de groupes dans des environnements virtuels de rencontres : forums de discussion en différé-présence (ici mais pas maintenant), « tchats » en télé-présence (pas ici mais maintenant), etc. 
Ainsi, la notion de lieu sociologique par proximité dans l’espace/temps en situation effective (coprésence), s’enrichit d’autres situations de proximité virtuelle : en différé-présence, en télé-présence… .
En fait, les « communautés virtuelles » sont des groupes formés grâce aux interactions en réseaux à travers des médias à technologies électroniques ; mais une fois formés, ils sont « gravés » dans la conscience de leurs membres. C’est-à-dire que la communauté se vit par les relations avec les autres membres et ces relations peuvent s’actualiser à travers plusieurs médias de communication, comme le courrier électronique, le téléphone ou le courrier postal, différents environnements virtuels et même les rencontres de personne à personne.
Lorsque l’on s’interroge sur l’aspect social et relationnel de l’envoi d’un message électronique, les particularités fleurissent. Le fait social communément désigné par les internautes sous le vocable forum correspond à la situation virtuelle en différé-présence et utilisant des objets virtuels immatériels comme les pages Web ou les boîtes aux lettres électroniques... 
Le forum électronique est différent du "tchat" : ce terme d’origine anglo-saxonne, dont l’équivalent français est "messageries en direct", recouvre une utilisation particulière du réseau Internet en télé-présence, aujourd’hui largement répandue pour nouer des amitiés. Nous définissons le tchat comme une conversation sous forme écrite, en temps réel, avec éventuellement un grand nombre de personnes en simultané et par l’intermédiaire du Web ou d’un logiciel adapté. 
Les forums et les tchats sont donc des « lieux électroniques » de sociabilité. Ce dispositif sociotechnique de communication médiatisée par ordinateur offre à l’internaute un nouvel espace/temps sociologique, un « lieu électronique » d’interaction sociale permettant le développement de relations sociales originales et aboutissant dans certains cas seulement à la création de lien social. Ainsi, se forment des petits réseaux sociaux personnels. 
Lorsque deux personnes établissent, sur le réseau, un dialogue plus personnel, plus intime, à l’écart des autres participants, l’envie de voir le visage de l’autre est plus présent. L’échange écrit s’enrichit alors d’images, au sens premier du terme, avec des photographies scannées ou d’image en direct… 
On comprend que l’essentiel, pour maintenir le lien social, n’est pas l’outil technique utilisé, bien qu’il joue un rôle, mais la manière dont les êtres humains communiquent entre eux et comment une société organise ses relations collectives. Cependant, la communication à distance ne remplacera pas la communication humaine directe. Plus les êtres humains peuvent communiquer en virtuel par des moyens sophistiqués, interactifs, plus ils ont envie de se rencontrer en effectif.

## Risques pour les communautés virtuelles

### L'exemple des forums

#### Forum et débat public
Les forums sont souvent le siège de guerres d’injures où les internautes défendent des opinions dont ils ne veulent plus démordre. Pour Mark Poster, les débats en ligne ne correspondent pas aux caractéristiques de l’espace public, à savoir un débat entre égaux où on cherche à élaborer une position commune. En effet, le débat sur le forum ne tend pas vers l’élaboration d’une position commune, mais plutôt vers une multiplication de points de vue contradictoires. Cet éclatement des opinions est encore renforcé par le fait que les identités des internautes sont floues et mobiles. Non seulement les interlocuteurs utilisent des pseudos et se créent une identité virtuelle, mais encore ils peuvent changer d’identité, en avoir plusieurs. Cette coexistence des identités semble être une des causes majeures de cette difficulté des communautés en ligne à construire un point de vue commun.
Autre risque possible, c’est que les personnes les plus actives sur le réseau se proclament représentants de la base, alors qu’ils n’ont pas été élus et qu’une partie de leur légitimité vient de leur capacité à être actifs voire omniprésents dans ce nouvel espace. Amar Lakel et Françoise Massit Folléa offre, en 2007, une des premières études quantitatives sur les rapports de pouvoir dans les forums ouverts. Ils montre qu'un système hiérarchique s'instaure par la pratique de l'omniprésence énonciative. Leur étude distingue 3 groupes : les "leaders" qui sont un dixième des actifs mais concentrent près de la moitié des prises de parole, les "engagés" qui, avec deux dixièmes des actifs, concentre l'autre moitié des prises des paroles et enfin le reste qui se contente soit du silence soit d'interventions sporadiques.  Un jeu de rôle semble s'instaurer entre les 3 types d'acteurs : prétention au porte-parolat des leaders, commentaires des engagés, silence ou critiques sporadiques du "reste". L'ironie du cas réside dans l'objet même du forum : refonder les règles de gouvernance à l'ère de la société de l'information ouverte. Ainsi, on voit bien que les rapports entre ces lieux d’échanges virtuels et la démocratie sont très ambivalents. S’ils donnent accès à une quantité d’informations, l’espace démocratique n’y est pas pour autant ouvert. Eli Pariser, militant internet américain, expose sa théorie lors d’une conférence TED en 2011 selon laquelle ces lieux virtuels réduisent l’espace de débat et isolent les gens à l’intérieur de clans et de « bulles de filtres ».

#### Forum et influence politique
- Si vous ne connaissez pas le sujet, laissez ce bandeau (vous pouvez alors contacter les auteurs).
- Si vous supprimez le contenu mis en cause (vous pouvez préalablement contacter les auteurs),

argumentez précisément cette suppression dans la page de discussion
(un manque de référence n'est pas un argument ; une recherche réelle de référence doit avoir été effectuée, être formellement documentée).
Au cours des années 2010, le forum jeuxvidéos.com et en particulier la discussion 18-25 ans se fait remarquer par une montée des propos dits haineux et de l'influence d'idéologies radicales et notamment d'extrême droite. Le forum qui est, à l’origine, un terrain de discussion sur les dernières sorties de jeux vidéo, n’abrite finalement que très peu de discussions liées au sujet. Mais il attire un public plus large, avec des espaces thématiques très généralistes, en passant par des rubriques sans autre but que la simple conversation.
Au début de la campagne présidentielle de 2017, de nombreux sujets politiques ont vu le jour sur le 18-25. Ces fils de discussion, qui peuvent être créés par n’importe quel membre du forum, mettent régulièrement en scène Marine Le Pen ou l’un des thèmes forts de sa campagne. Une accumulation de sujets qui donne l’impression d’un certain enthousiasme pour la candidate parmi les participants.
Cet engouement peut être expliqué par le fait que ces discussions en ligne semblent être un moyen sérieux pour les candidats de contourner les médias traditionnels et d’installer un dialogue direct avec le public. Lancer une opération de séduction sans médiation et sans filtre c’est la stratégie mise en place depuis très longtemps par le Front National, véritable pionnier dans ce domaine. Par exemple, les vidéos de Florian Philippot ne dérogent pas à la règle et on y dénombre de très nombreuses références à l’univers des 18-25 ans et à la culture internet du forum.
Dans le même cas, on a pu observer par exemple en novembre 2016, une vague de soutien inattendue au candidat de la France Insoumise, Jean-Luc Mélenchon. Celui-ci dédicace alors le forum dans sa vidéo YouTube hebdomadaire : « un merci particulier au forum 18-25 ans de Jeuxvideo.com, car ils ont dit des choses sympas. », ce qui provoque une attention médiatique.
Selon Antoine Léaument, assistant de Jean-Luc Mélenchon, le soutien public du candidat sur les forums aurait « libéré la parole de gauche », le site 18-25 étant souvent jugé pour l’omniprésence de propos dits haineux et de l'influence d'idéologies radicales et notamment d’extrême droite.